# ホンダ・e:NP1
e:NP1（イー : エヌピーワン、极湃1）は、広汽本田汽車が製造・販売する中型SUVである。

## 概要

### 年表
2021年11月19日
e:NS1と同時に電気自動車である「e:NP1」を広州モーターショーで公開した。2022年春に発売を予告された。
2022年5月31日
広汽本田汽車が発売すると発表。
2022年6月20日
発売。